# Đội tuyển bóng đá quốc gia Saint-Barthélemy
Đội tuyển bóng đá quốc gia Saint-Barthélemy là đội tuyển bóng đá đại diện chính thức cho Cộng đồng hải ngoại Saint-Barthélemy.

## Lịch sử
Trận đấu đầu tiên của đội bóng là trận đấu gặp Saint-Martin năm 2010. Từ đó đến nay, đội mới chỉ có thêm một trận gặp Guadeloupe năm 2012.